# Fruitlands Museums Historic District
Unter der Bezeichnung Fruitlands Museums Historic District ist seit 1997 ein gut 53 ha großes Areal auf dem Stadtgebiet von Harvard im Bundesstaat Massachusetts der Vereinigten Staaten als Historic District im National Register of Historic Places (NRHP) eingetragen. Nur drei der insgesamt 28 Bauwerke und sonstigen Objekte auf dem Gelände wurden als nicht zur historischen Bedeutung beitragend (noncontributing) eingestuft. Einer der Hauptbestandteile des Distrikts ist das Haus der ehemaligen Kommune Fruitlands, nach der das Gebiet benannt wurde und die als National Historic Landmark über einen eigenen Eintrag im NRHP verfügt. Seit 2016 befindet sich das Museum im Besitz der Trustees of Reservations.

## Beschreibung
Das Museumsgelände erstreckt sich westlich von der Prospect Hill Road bis zu den Gleisen der Boston and Maine Railroad und dem Schutzgebiet Oxbow National Wildlife Refuge und ist ein wesentlicher Baustein bei der Bewahrung der historischen und reizvollen Landschaften Harvards. Der Komplex wurde zwischen 1910 und 1960 von Clara Endicott Sears zusammengestellt und umfasst im Wesentlichen Überreste des heute nicht mehr existenten Landhauses The Pergolas, vier Museen und eine Reihe weiterer Einzelgebäude. Einige Bauwerke wurden von anderen Standorten auf das Museumsgelände versetzt, andere explizit für Museumszwecke entworfen und neu gebaut. Sears kaufte Stück für Stück den Großteil der historischen Gehöfte in der Gegend, und vor der Landnahme für Fort Devens und das Oxbow National Wildlife Refuge dehnte sich ihr Anwesen nach Westen bis über die Bahngleise hinweg aus.

### The Pergolas
Das 1910 nach den Entwürfen von Clara Sears gebaute Haus musste zwar nach ihrem Tod 1960 wegen Baufälligkeit („wundervolles Design, aber schlechte Konstruktion“) abgerissen werden, war jedoch architektonisch sehr interessant. So verfügte der Haupteingang über einen Portikus Ionischer Ordnung, auf dem ein reich mit Eisenwerk verzierter Balkon thronte. Der Portikus stammte vom Haus ihres Urgroßvaters Joseph Peabody in Salem, Massachusetts und befindet sich heute im Bestand des Peabody Essex Museums in Salem. Das große, von Sears als Sommerfrische genutzte Haus verfügte über einen Salon, der sich über die gesamte Südseite des Gebäudes erstreckte, während sich der Speisesaal und die Bibliothek nördlich der zentralen Eingangshalle befanden. Für ihre landschaftlichen Gemälde hatte Sears einen eigenen Raum vorgesehen. Zu den Außenanlagen zählten formelle Gärten, ein Kreuzgang mit verschiedenen Statuen und eine mondsichelförmige Pergola mit acht byzantinischen Säulen.

### Gartenhaus
Das südlich der Museumsgebäude stehende Gartenhaus ist eines von nur noch wenigen existenten Nebengebäuden des The Pergolas und wurde 1912 für den Gärtner errichtet, der zugleich als Chauffeur angestellt war; daher verfügt das Gebäude über einen Anbau mit drei Garagenstellplätzen. Es ist mit einem Giebeldach ausgestattet, eineinhalb Stockwerke hoch und verfügt über Dachgauben mit Pultdach.

### Fruitlands
Nachdem Clara Sears davon erfuhr, dass auf ihrem Nachbargrundstück Mitte des 19. Jahrhunderts die Kommune Fruitlands ansässig gewesen war, kaufte sie 1913 die Parzelle und begann mit Restaurierungsarbeiten am damals baufälligen Haus. Diese waren darauf ausgerichtet, den Zustand um 1843 wiederherzustellen. Durch die Konzeption als Museumsgebäude wurden aber auch einige Teilbereiche auf die Kolonialzeit insgesamt – und damit auf eine frühere Periode – hin ausgerichtet.

### Knight-Dudley House
Dieses Gebäude dient heute als Wohnsitz des Museumsdirektors und wurde 1946 von seinem ursprünglichen, nahegelegenen Standort an seine aktuelle Position versetzt. Es wurde im späten 18. Jahrhundert errichtet und 1947 zunächst für die Unterbringung der Museumsbibliothek genutzt, bis es später mit mehreren Anbauten versehen und zum Wohnhaus umgebaut wurde.

### Bauernhaus
Das Bauernhaus stammt aus der Mitte des 19. Jahrhunderts und wurde von Clara Sears zur Zucht von Guernsey-Rindern sowie für die Milchwirtschaft genutzt. Das zweieinhalb Stockwerke hohe Haus wurde im Italianate-Stil errichtet und verfügt über mehrere Anbauten.

### Shaker-Museum
Das heutige Shaker-Museum wurde 1916 auf das Museumsgelände versetzt, nachdem es Clara Sears von der Religionsgemeinschaft in Harvard erworben hatte, deren Mitgliederzahl zu dieser Zeit stark rückläufig war. Das ursprünglich 1794 errichtete Bauwerk war das älteste der Shaker-Gemeinschaft und stand zuvor im Bereich des heutigen Harvard Shaker Village Historic District. Es ist eineinhalb Stockwerke hoch und verfügt über ein Giebeldach mit Dachgauben, das mit Holzschindeln gedeckt ist.

### Indianer-Museum
Das American Indian Museum wurde in zwei Bauphasen 1929 und 1932 errichtet, indem zwei ältere Gebäude integriert und über einen Verbindungstrakt miteinander verbunden wurden. Die beiden Bauwerke verfügen jeweils über ein Giebeldach mit Schieferdeckung und sind eineinhalb Stockwerke hoch. Das älteste Bauwerk diente zuvor als Schulgebäude im Village Still River, das jüngere wurde ursprünglich als Scheune genutzt. Die Außenwände bestehen aus Mauerziegeln, die teilweise vom ehemaligen Rathaus in Lancaster, Massachusetts stammen. Das Museum beherbergt unter anderem ein Diorama zur Befreiung von Mary Rowlandson im Mai 1676 sowie eine Vielzahl weiterer Ausstellungsstücke zur indianischen Kultur Nordamerikas.

### Prospect House
Mit wachsender Bedeutung des Museums wurde das am Memorial Day 1935 eröffnete Prospect House als Büro- und Servicegebäude konzipiert. Auch dieses Bauwerk wurde aus zwei anderen Gebäuden kombiniert, die zuvor auf das Museumsgelände versetzt worden waren, sodass es heute über einen H-förmigen Grundriss verfügt. 1962 wurde es umfassend renoviert und enthält heute unter anderem die Museumsbibliothek.

### Gemäldegalerie
Die Gemäldegalerie wurde als letztes Museumsgebäude dem Komplex hinzugefügt und in zwei Bauabschnitten 1941 und 1947 errichtet. Es besteht aus zwei miteinander verbundenen Teilen, die jeweils über ein Pyramidendach mit Schieferdeckung verfügen. Die Galerie beinhaltet Clara Sears’ Sammlung von Volkskunst-Porträts sowie Malereien aus ihrer Zeit als Mitglied der Hudson River School.

### Besucherzentrum
Das Miriam Shaw Reception Center wurde 1973 als bislang letztes Gebäude auf das Museumsgelände versetzt und nach der Nichte von Clara Sears benannt und dient als Besucherzentrum.

## Historische Bedeutung
Der Fruitlands Museums Historic District besteht im Kern aus mehreren Museen, die von Clara Endicott Sears auf einer gut 53 Hektar großen Fläche zusammengestellt wurden, die zu ihren Lebzeiten das Grundstück ihres Anwesens The Pergolas bildete. Beginnend mit dem Fruitlands-Museum folgten mit dem Shaker-Museum, dem Indianer-Museum und der Bildergalerie drei weitere Museen.
Die Gebäude innerhalb des Museumsgeländes sind sowohl einzeln als auch als Kollektiv architektonisch interessant und umfassen zwei traditionelle Häuser mit zentriertem Kamin, ein Haus und einen Scheunen-Komplex aus der Mitte des 19. Jahrhunderts, ein frühes Bürogebäude der Shaker, zwei kleine Museumsgebäude, ein Restaurant, Büros und ein Bibliotheksgebäude sowie ein Cottage und eine Garage aus dem frühen 20. Jahrhundert. Einige Gebäude kaufte sie, um ihr Grundstück zu erweitern, andere erwarb sie an entfernteren Standorten und ließ sie auf ihr Grundstück versetzen, wieder andere wurden für die Museumszwecke völlig neu errichtet. Dieses Vorgehen führte zur Erhaltung von Gebäuden, die sonst verloren gegangen wären.
Die Museen wurden von Clara Sears zwischen 1910 und 1947 eingerichtet. Sie war damit eine der ersten Denkmalschützerinnen Neuenglands und eine der ersten Personen, die eine persönliche Sammlung von Gebäuden und Artefakten zusammenstellte und sie der Öffentlichkeit zugänglich machte. Die Museen, die heute noch bestehen, demonstrieren die Qualität und Innovation ihrer Leistungen und stellen einen wichtigen frühen Schritt in der Entwicklung der Forschungseinrichtungen dar, die Freilichtmuseen heute sind. Das Herzstück des Museums, Fruitlands, wurde 1966 als Historic Landmark von Massachusetts anerkannt und 1974 zum National Historic Landmark ernannt.